# Answin von Camerino
Answin von Camerino (lat. Ansovinus von Camerino, auch Oswin; † 13. April 861 in Camerino, Marken) war Bischof in Mittelitalien und der Tradition nach der Beichtvater Kaisers Ludwigs des Frommen. Er wurde später heiliggesprochen.
Er erhielt von Ludwig dem Frommen das Amt des Bischofs von Camerino in Mittelitalien. Camerino wurde wegen seiner Fürsorge zu den Armen bekannt. In der Kunst wird er in bischöflichen Gewändern dargestellt.
Sein Fest- und Namenstag ist der 13. März (Answin = Freund Gottes).